# Atjaristsqali
Atjaristsqali (georgiska: აჭარისწყალი) är ett vattendrag i Georgien. Det ligger i den västra delen av landet, 260 km väster om huvudstaden Tbilisi. Atjaristsqali mynnar som högerbiflod i Çoruh, på georgiska: Tjorochi (ჭოროხი).